# Eleições autárquicas portuguesas de 2005 no distrito de Santarém
| Eleições autárquicas portuguesas de 2005 Distritos: Aveiro \| Beja \| Braga \| Bragança \| Castelo Branco \| Coimbra \| Évora \| Faro \| Guarda \| Leiria \| Lisboa \| Portalegre \| Porto \| Santarém \| Setúbal \| Viana do Castelo \| Vila Real \| Viseu \| Açores \| Madeira |

## Resultados por Concelho
Os resultados nos Concelhos do Distrito de Santarém foram os seguintes:

### Abrantes
| Partido                 | Partido                        | Votos  | %               | +/-  | Vereadores | +/-     |
| ----------------------- | ------------------------------ | ------ | --------------- | ---- | ---------- | ------- |
|                         | Partido Socialista             | 11 127 | 48,84 / 100,00  | 1,19 | 5 / 7      | 1       |
|                         | Partido Social Democrata       | 6 666  | 29,26 / 100,00  | 1,87 | 2 / 7      | Estável |
|                         | Coligação Democrática Unitária | 1 977  | 8,68 / 100,00   | 1,97 | 0 / 7      | 1       |
|                         | Bloco de Esquerda              | 1 220  | 5,35 / 100,00   | 2,47 | 0 / 7      | Estável |
|                         | Partido Popular                | 652    | 2,86 / 100,00   | 3,84 | 0 / 7      | Estável |
| Votos Inválidos         | Votos Inválidos                | 1 141  | 5,01 / 100,00   | 0,27 |            |         |
| Total                   | Total                          | 22 783 | 100,00 / 100,00 |      | 7 / 7      |         |
| Eleitorado/Participação | Eleitorado/Participação        | 37 417 | 60,89 / 100,00  | 2,95 |            |         |

### Alcanena
| Partido                 | Partido                        | Votos  | %               | +/-   | Vereadores | +/-     |
| ----------------------- | ------------------------------ | ------ | --------------- | ----- | ---------- | ------- |
|                         | Independentes por Alcanena     | 3 289  | 37,88 / 100,00  | 19,93 | 4 / 7      | 1       |
|                         | Partido Socialista             | 2 358  | 27,16 / 100,00  | 7,84  | 2 / 7      | 1       |
|                         | Partido Social Democrata       | 1 570  | 18,08 / 100,00  | 7,50  | 1 / 7      | Estável |
|                         | Coligação Democrática Unitária | 703    | 8,10 / 100,00   | 1,99  | 0 / 7      | Estável |
|                         | Partido Popular                | 353    | 4,07 / 100,00   | 1,07  | 0 / 7      | Estável |
| Votos Inválidos         | Votos Inválidos                | 410    | 4,72 / 100,00   | 1,54  |            |         |
| Total                   | Total                          | 8 683  | 100,00 / 100,00 |       | 7 / 7      |         |
| Eleitorado/Participação | Eleitorado/Participação        | 12 480 | 69,58 / 100,00  | 1,44  |            |         |

### Almeirim
| Partido                 | Partido                        | Votos  | %               | +/-  | Vereadores | +/-     |
| ----------------------- | ------------------------------ | ------ | --------------- | ---- | ---------- | ------- |
|                         | Partido Socialista             | 5 313  | 55,17 / 100,00  | 3,44 | 5 / 7      | Estável |
|                         | Coligação Democrática Unitária | 2 010  | 20,87 / 100,00  | 3,09 | 1 / 7      | Estável |
|                         | Partido Social Democrata       | 1 180  | 12,25 / 100,00  | 4,65 | 1 / 7      | Estável |
|                         | Partido Popular                | 684    | 7,10 / 100,00   | 4,26 | 0 / 7      | Estável |
| Votos Inválidos         | Votos Inválidos                | 443    | 4,60 / 100,00   | 0,73 |            |         |
| Total                   | Total                          | 9 630  | 100,00 / 100,00 |      | 7 / 7      |         |
| Eleitorado/Participação | Eleitorado/Participação        | 18 716 | 51,45 / 100,00  | 0,06 |            |         |

### Alpiarça
| Partido                 | Partido                        | Votos | %               | +/-   | Vereadores | +/-     |
| ----------------------- | ------------------------------ | ----- | --------------- | ----- | ---------- | ------- |
|                         | Partido Socialista             | 2 024 | 47,10 / 100,00  | 15,00 | 3 / 5      | 1       |
|                         | Coligação Democrática Unitária | 1 562 | 36,35 / 100,00  | 6,26  | 2 / 5      | 1       |
|                         | Partido Social Democrata       | 537   | 12,50 / 100,00  | 9,24  | 0 / 5      | Estável |
|                         | Partido Popular                | 59    | 1,37 / 100,00   | 0,64  | 0 / 5      | Estável |
| Votos Inválidos         | Votos Inválidos                | 115   | 2,68 / 100,00   | 1,13  |            |         |
| Total                   | Total                          | 4 297 | 100,00 / 100,00 |       | 5 / 5      |         |
| Eleitorado/Participação | Eleitorado/Participação        | 6 420 | 66,93 / 100,00  | 2,64  |            |         |

### Benavente
| Partido                 | Partido                        | Votos  | %               | +/-  | Vereadores | +/- |
| ----------------------- | ------------------------------ | ------ | --------------- | ---- | ---------- | --- |
|                         | Coligação Democrática Unitária | 5 336  | 56,56 / 100,00  | 3,55 | 5 / 7      | 1   |
|                         | Partido Socialista             | 2 037  | 21,59 / 100,00  | 3,50 | 1 / 7      | 1   |
|                         | PSD-CDS                        | 1 459  | 15,47 / 100,00  | -    | 1 / 7      | -   |
| Votos Inválidos         | Votos Inválidos                | 602    | 6,38 / 100,00   | 1,83 |            |     |
| Total                   | Total                          | 9 434  | 100,00 / 100,00 |      | 7 / 7      |     |
| Eleitorado/Participação | Eleitorado/Participação        | 18 779 | 50,24 / 100,00  | 1,87 |            |     |

### Cartaxo
| Partido                 | Partido                        | Votos  | %               | +/-  | Vereadores | +/-     |
| ----------------------- | ------------------------------ | ------ | --------------- | ---- | ---------- | ------- |
|                         | Partido Socialista             | 6 317  | 55,66 / 100,00  | 0,97 | 4 / 7      | 1       |
|                         | Partido Social Democrata       | 2 664  | 23,47 / 100,00  | 3,05 | 2 / 7      | Estável |
|                         | Coligação Democrática Unitária | 1 302  | 11,47 / 100,00  | 2,24 | 1 / 7      | 1       |
|                         | Bloco de Esquerda              | 422    | 3,72 / 100,00   | -    | 0 / 7      | -       |
|                         | Partido Popular                | 137    | 1,21 / 100,00   | 2,01 | 0 / 7      | Estável |
| Votos Inválidos         | Votos Inválidos                | 507    | 4,46 / 100,00   | 0,05 |            |         |
| Total                   | Total                          | 11 349 | 100,00 / 100,00 |      | 7 / 7      |         |
| Eleitorado/Participação | Eleitorado/Participação        | 19 602 | 57,90 / 100,00  | 1,11 |            |         |

### Chamusca
| Partido                 | Partido                        | Votos | %               | +/-   | Vereadores | +/-     |
| ----------------------- | ------------------------------ | ----- | --------------- | ----- | ---------- | ------- |
|                         | Coligação Democrática Unitária | 3 527 | 57,49 / 100,00  | 10,09 | 3 / 5      | 1       |
|                         | Partido Socialista             | 1 423 | 23,19 / 100,00  | 8,84  | 1 / 5      | 1       |
|                         | PSD-CDS                        | 903   | 14,72 / 100,00  | 1,83  | 1 / 5      | Estável |
| Votos Inválidos         | Votos Inválidos                | 282   | 4,59 / 100,00   | 0,57  |            |         |
| Total                   | Total                          | 6 135 | 100,00 / 100,00 |       | 5 / 5      |         |
| Eleitorado/Participação | Eleitorado/Participação        | 9 798 | 62,61 / 100,00  | 1,34  |            |         |

### Constância
| Partido                 | Partido                        | Votos | %               | +/-  | Vereadores | +/-     |
| ----------------------- | ------------------------------ | ----- | --------------- | ---- | ---------- | ------- |
|                         | Coligação Democrática Unitária | 1 623 | 64,33 / 100,00  | 3,01 | 4 / 5      | Estável |
|                         | Partido Socialista             | 657   | 26,04 / 100,00  | 0,33 | 1 / 5      | Estável |
|                         | PSD-CDS                        | 143   | 5,67 / 100,00   | -    | 0 / 5      | -       |
| Votos Inválidos         | Votos Inválidos                | 100   | 3,96 / 100,00   | 0,89 |            |         |
| Total                   | Total                          | 2 523 | 100,00 / 100,00 |      | 5 / 5      |         |
| Eleitorado/Participação | Eleitorado/Participação        | 3 391 | 74,40 / 100,00  | 1,62 |            |         |

### Coruche
| Partido                 | Partido                        | Votos  | %               | +/-  | Vereadores | +/-     |
| ----------------------- | ------------------------------ | ------ | --------------- | ---- | ---------- | ------- |
|                         | Partido Socialista             | 5 129  | 45,08 / 100,00  | 2,63 | 4 / 7      | 1       |
|                         | Coligação Democrática Unitária | 4 369  | 38,40 / 100,00  | 1,29 | 3 / 7      | Estável |
|                         | Partido Social Democrata       | 1 190  | 10,46 / 100,00  | 1,69 | 0 / 7      | 1       |
|                         | Partido Popular                | 193    | 1,70 / 100,00   | 0,52 | 0 / 7      | Estável |
| Votos Inválidos         | Votos Inválidos                | 497    | 4,37 / 100,00   | 0,87 |            |         |
| Total                   | Total                          | 11 378 | 100,00 / 100,00 |      | 7 / 7      |         |
| Eleitorado/Participação | Eleitorado/Participação        | 19 178 | 59,33 / 100,00  | 3,74 |            |         |

### Entroncamento
| Partido                 | Partido                        | Votos  | %               | +/-   | Vereadores | +/-     |
| ----------------------- | ------------------------------ | ------ | --------------- | ----- | ---------- | ------- |
|                         | Partido Social Democrata       | 4 747  | 49,74 / 100,00  | 10,57 | 4 / 7      | 1       |
|                         | Partido Socialista             | 2 449  | 25,66 / 100,00  | 3,99  | 2 / 7      | Estável |
|                         | Bloco de Esquerda              | 1 139  | 11,93 / 100,00  | 2,62  | 1 / 7      | Estável |
|                         | Coligação Democrática Unitária | 695    | 7,28 / 100,00   | 3,10  | 0 / 7      | 1       |
|                         | Partido Popular                | 144    | 1,51 / 100,00   | 3,02  | 0 / 7      | Estável |
| Votos Inválidos         | Votos Inválidos                | 370    | 3,88 / 100,00   | 0,51  |            |         |
| Total                   | Total                          | 9 544  | 100,00 / 100,00 |       | 7 / 7      |         |
| Eleitorado/Participação | Eleitorado/Participação        | 15 772 | 60,51 / 100,00  | 0,68  |            |         |

### Ferreira do Zêzere
| Partido                 | Partido                        | Votos | %               | +/-  | Vereadores | +/-     |
| ----------------------- | ------------------------------ | ----- | --------------- | ---- | ---------- | ------- |
|                         | Partido Social Democrata       | 2 945 | 51,37 / 100,00  | 0,38 | 3 / 5      | Estável |
|                         | Partido Socialista             | 2 307 | 40,24 / 100,00  | 0,96 | 2 / 5      | Estável |
|                         | Partido Popular                | 118   | 2,06 / 100,00   | 0,30 | 0 / 5      | Estável |
|                         | Coligação Democrática Unitária | 101   | 1,76 / 100,00   | 0,90 | 0 / 5      | Estável |
| Votos Inválidos         | Votos Inválidos                | 262   | 4,57 / 100,00   | 0,15 |            |         |
| Total                   | Total                          | 5 733 | 100,00 / 100,00 |      | 5 / 5      |         |
| Eleitorado/Participação | Eleitorado/Participação        | 8 115 | 70,65 / 100,00  | 1,76 |            |         |

### Golegã
| Partido                 | Partido                        | Votos | %               | +/-   | Vereadores | +/-     |
| ----------------------- | ------------------------------ | ----- | --------------- | ----- | ---------- | ------- |
|                         | Partido Socialista             | 2 168 | 68,20 / 100,00  | 5,72  | 4 / 5      | Estável |
|                         | Partido Social Democrata       | 523   | 16,45 / 100,00  | 12,76 | 1 / 5      | 1       |
|                         | Coligação Democrática Unitária | 383   | 12,05 / 100,00  | 4,71  | 0 / 5      | 1       |
| Votos Inválidos         | Votos Inválidos                | 105   | 3,30 / 100,00   | 0,18  |            |         |
| Total                   | Total                          | 3 179 | 100,00 / 100,00 |       | 5 / 5      |         |
| Eleitorado/Participação | Eleitorado/Participação        | 4 766 | 66,70 / 100,00  | 1,64  |            |         |

### Mação
| Partido                 | Partido                        | Votos | %               | +/-  | Vereadores | +/-     |
| ----------------------- | ------------------------------ | ----- | --------------- | ---- | ---------- | ------- |
|                         | Partido Social Democrata       | 3 316 | 54,61 / 100,00  | 1,76 | 3 / 5      | Estável |
|                         | Partido Socialista             | 2 369 | 39,02 / 100,00  | 3,84 | 2 / 5      | Estável |
|                         | Coligação Democrática Unitária | 144   | 2,37 / 100,00   | 0,49 | 0 / 5      | Estável |
| Votos Inválidos         | Votos Inválidos                | 243   | 4,00 / 100,00   | 0,51 |            |         |
| Total                   | Total                          | 6 072 | 100,00 / 100,00 |      | 5 / 5      |         |
| Eleitorado/Participação | Eleitorado/Participação        | 7 950 | 76,38 / 100,00  | 1,91 |            |         |

### Ourém
| Partido                 | Partido                        | Votos  | %               | +/-  | Vereadores | +/-     |
| ----------------------- | ------------------------------ | ------ | --------------- | ---- | ---------- | ------- |
|                         | Partido Social Democrata       | 11 599 | 49,69 / 100,00  | 1,50 | 4 / 7      | Estável |
|                         | Partido Socialista             | 7 838  | 33,58 / 100,00  | 1,63 | 3 / 7      | Estável |
|                         | Partido Popular                | 1 858  | 7,96 / 100,00   | 1,86 | 0 / 7      | Estável |
|                         | Coligação Democrática Unitária | 664    | 2,84 / 100,00   | 0,59 | 0 / 7      | Estável |
| Votos Inválidos         | Votos Inválidos                | 1 382  | 6,12 / 100,00   | 2,77 |            |         |
| Total                   | Total                          | 23 341 | 100,00 / 100,00 |      | 7 / 7      |         |
| Eleitorado/Participação | Eleitorado/Participação        | 37 811 | 61,73 / 100,00  | 3,58 |            |         |

### Rio Maior
| Partido                 | Partido                        | Votos  | %               | +/-  | Vereadores | +/-     |
| ----------------------- | ------------------------------ | ------ | --------------- | ---- | ---------- | ------- |
|                         | Partido Socialista             | 5 535  | 48,03 / 100,00  | 5,18 | 4 / 7      | Estável |
|                         | Partido Social Democrata       | 3 726  | 32,33 / 100,00  | -    | 3 / 7      | -       |
|                         | Partido Popular                | 843    | 7,31 / 100,00   | -    | 0 / 7      | -       |
|                         | Coligação Democrática Unitária | 624    | 5,41 / 100,00   | 0,74 | 0 / 7      | Estável |
| Votos Inválidos         | Votos Inválidos                | 797    | 6,92 / 100,00   | 1,92 |            |         |
| Total                   | Total                          | 11 525 | 100,00 / 100,00 |      | 7 / 7      |         |
| Eleitorado/Participação | Eleitorado/Participação        | 17 874 | 64,48 / 100,00  | 2,83 |            |         |

### Salvaterra de Magos
| Partido                 | Partido                        | Votos  | %               | +/-  | Vereadores | +/-     |
| ----------------------- | ------------------------------ | ------ | --------------- | ---- | ---------- | ------- |
|                         | Bloco de Esquerda              | 4 699  | 49,61 / 100,00  | 5,62 | 4 / 7      | 1       |
|                         | Partido Social Democrata       | 1 476  | 15,58 / 100,00  | 3,67 | 1 / 7      | Estável |
|                         | Partido Socialista             | 1 260  | 13,30 / 100,00  | 3,68 | 1 / 7      | Estável |
|                         | Coligação Democrática Unitária | 1 179  | 12,45 / 100,00  | 2,62 | 1 / 7      | 1       |
|                         | Partido Popular                | 392    | 4,14 / 100,00   | 2,70 | 0 / 7      | Estável |
| Votos Inválidos         | Votos Inválidos                | 466    | 4,92 / 100,00   | 0,30 |            |         |
| Total                   | Total                          | 9 472  | 100,00 / 100,00 |      | 7 / 7      |         |
| Eleitorado/Participação | Eleitorado/Participação        | 16 984 | 55,77 / 100,00  | 2,93 |            |         |

### Santarém
| Partido                 | Partido                        | Votos  | %               | +/-   | Vereadores | +/-     |
| ----------------------- | ------------------------------ | ------ | --------------- | ----- | ---------- | ------- |
|                         | Partido Social Democrata       | 13 920 | 41,38 / 100,00  | 10,55 | 4 / 9      | 1       |
|                         | Partido Socialista             | 12 725 | 37,82 / 100,00  | 4,82  | 4 / 9      | Estável |
|                         | Coligação Democrática Unitária | 4 090  | 12,16 / 100,00  | 5,15  | 1 / 9      | 1       |
|                         | Bloco de Esquerda              | 843    | 2,51 / 100,00   | 0,83  | 0 / 9      | Estável |
|                         | Partido Popular                | 776    | 2,31 / 100,00   | 0,70  | 0 / 9      | Estável |
| Votos Inválidos         | Votos Inválidos                | 1 288  | 3,83 / 100,00   | 0,70  |            |         |
| Total                   | Total                          | 33 642 | 100,00 / 100,00 |       | 9 / 9      |         |
| Eleitorado/Participação | Eleitorado/Participação        | 52 829 | 63,68 / 100,00  | 3,80  |            |         |

### Sardoal
| Partido                 | Partido                        | Votos | %               | +/-  | Vereadores | +/-     |
| ----------------------- | ------------------------------ | ----- | --------------- | ---- | ---------- | ------- |
|                         | Partido Social Democrata       | 1 725 | 58,89 / 100,00  | 8,39 | 3 / 5      | 1       |
|                         | Partido Socialista             | 979   | 33,42 / 100,00  | 9,11 | 2 / 5      | 1       |
|                         | Partido Popular                | 64    | 2,19 / 100,00   | 0,13 | 0 / 5      | Estável |
|                         | Coligação Democrática Unitária | 57    | 1,95 / 100,00   | 0,06 | 0 / 5      | Estável |
| Votos Inválidos         | Votos Inválidos                | 104   | 3,55 / 100,00   | 0,53 |            |         |
| Total                   | Total                          | 2 929 | 100,00 / 100,00 |      | 5 / 5      |         |
| Eleitorado/Participação | Eleitorado/Participação        | 3 732 | 78,48 / 100,00  | 3,02 |            |         |

### Tomar
| Partido                 | Partido                        | Votos  | %               | +/-   | Vereadores | +/-     |
| ----------------------- | ------------------------------ | ------ | --------------- | ----- | ---------- | ------- |
|                         | Partido Social Democrata       | 9 993  | 42,52 / 100,00  | 20,29 | 4 / 7      | 1       |
|                         | Independentes por Tomar        | 4 946  | 21,05 / 100,00  | Novo  | 2 / 7      | Novo    |
|                         | Partido Socialista             | 4 235  | 18,02 / 100,00  | 4,51  | 1 / 7      | 1       |
|                         | Coligação Democrática Unitária | 1 415  | 6,02 / 100,00   | 1,25  | 0 / 7      | Estável |
|                         | Partido Popular                | 797    | 3,39 / 100,00   | 0,30  | 0 / 7      | Estável |
|                         | Bloco de Esquerda              | 672    | 2,86 / 100,00   | 0,25  | 0 / 7      | Estável |
| Votos Inválidos         | Votos Inválidos                | 1 443  | 6,14 / 100,00   | 1,95  |            |         |
| Total                   | Total                          | 23 501 | 100,00 / 100,00 |       | 7 / 7      |         |
| Eleitorado/Participação | Eleitorado/Participação        | 38 518 | 61,01 / 100,00  | 0,36  |            |         |

### Torres Novas
| Partido                 | Partido                        | Votos  | %               | +/-  | Vereadores | +/-     |
| ----------------------- | ------------------------------ | ------ | --------------- | ---- | ---------- | ------- |
|                         | Partido Socialista             | 10 479 | 52,74 / 100,00  | 5,16 | 5 / 7      | 1       |
|                         | Partido Social Democrata       | 4 142  | 20,84 / 100,00  | 3,69 | 1 / 7      | 1       |
|                         | Coligação Democrática Unitária | 3 020  | 15,20 / 100,00  | 1,77 | 1 / 7      | Estável |
|                         | Bloco de Esquerda              | 887    | 4,46 / 100,00   | 1,56 | 0 / 7      | Estável |
|                         | Partido Popular                | 317    | 1,60 / 100,00   | 1,69 | 0 / 7      | Estável |
| Votos Inválidos         | Votos Inválidos                | 1 026  | 5,16 / 100,00   | 0,43 |            |         |
| Total                   | Total                          | 19 871 | 100,00 / 100,00 |      | 7 / 7      |         |
| Eleitorado/Participação | Eleitorado/Participação        | 31 584 | 62,91 / 100,00  | 0,43 |            |         |

### Vila Nova da Barquinha
| Partido                 | Partido                        | Votos | %               | +/-  | Vereadores | +/-     |
| ----------------------- | ------------------------------ | ----- | --------------- | ---- | ---------- | ------- |
|                         | Partido Socialista             | 2 302 | 57,58 / 100,00  | 2,18 | 4 / 5      | Estável |
|                         | Partido Social Democrata       | 994   | 24,86 / 100,00  | 1,19 | 1 / 5      | Estável |
|                         | Coligação Democrática Unitária | 433   | 10,83 / 100,00  | 1,09 | 0 / 5      | Estável |
|                         | Partido Popular                | 91    | 2,28 / 100,00   | 0,40 | 0 / 5      | Estável |
| Votos Inválidos         | Votos Inválidos                | 178   | 4,46 / 100,00   | 0,30 |            |         |
| Total                   | Total                          | 3 998 | 100,00 / 100,00 |      | 5 / 5      |         |
| Eleitorado/Participação | Eleitorado/Participação        | 6 533 | 61,20 / 100,00  | 0,89 |            |         |